# Rustichello da Pisa

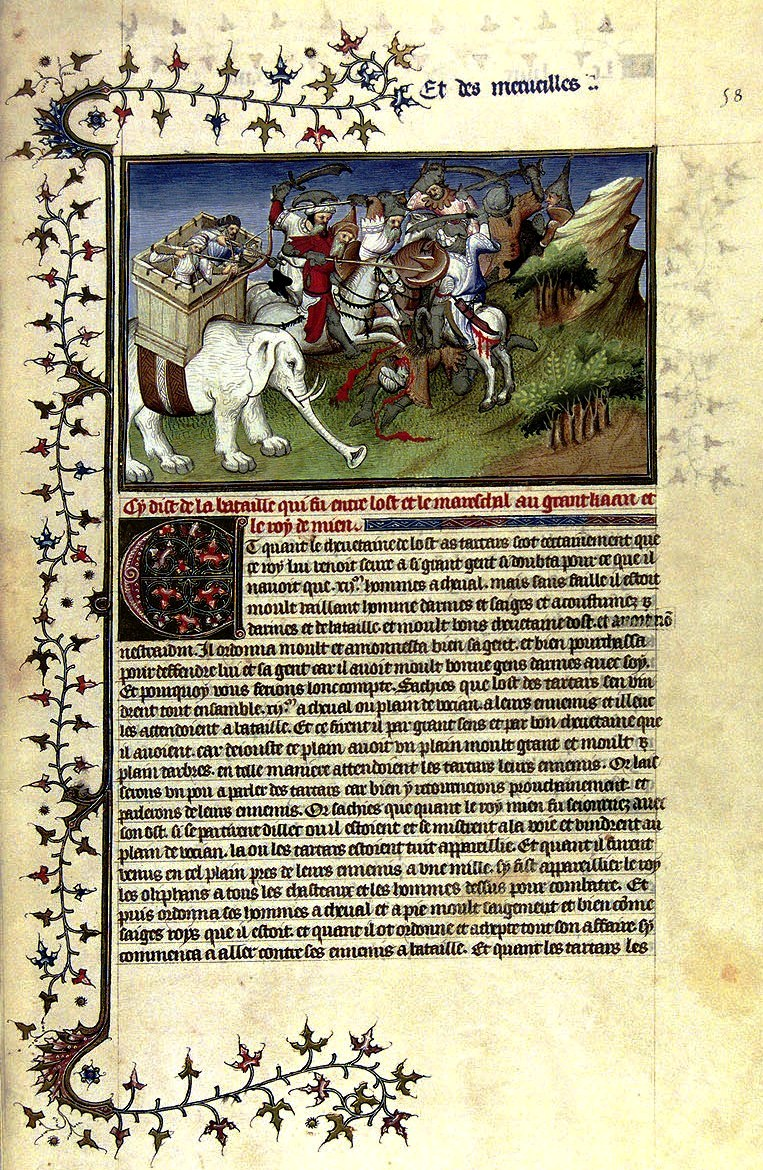
„Il Milione“ des Marco Polo

Rustichello da Pisa (auch: Rusticiano, Rustaiciano, Rustico, Rustiniano, Rusticien oder Rusticello da Pisa; * 13. Jahrhundert in Pisa; † 13. oder frühes 14. Jahrhundert) war ein italienischer Literat, Verfasser von Ritterromanen und Koautor der Reiseberichte des Marco Polo.

## Leben
Über das Leben Rustichello da Pisas ist wenig bekannt. Geburtsjahr und Sterbedatum sind unbekannt. Der Zeitraum seines Wirkens wird auf etwa 1272 bis 1299 eingegrenzt.
Es wird angenommen, dass Rustichello um 1270 England und Frankreich bereiste, dort die französische Sprache erlernte und in den Jahren 1270 bis 1272 den englischen Kronprinzen, den späteren König Eduard I., auf dessen Kreuzzug in das heilige Land begleitete. Er verfasste mehrere Ritterromane in französischer Sprache, darunter um 1275 den vermutlich frühesten von einem Italiener geschriebenen Artusroman. Es wird vermutet, dass er dazu lediglich andere literarische Quellen zusammentrug und kompilierte.
Der Nachwelt wurde Rustichello besonders als Koautor von Marco Polos autobiografischem Reisebericht „Il Milione“ bekannt.
Es ist möglich, dass er während eines Konflikts zwischen den Seerepubliken Pisa und Genua, im Verlauf der Seeschlacht bei Meloria (1284), in Gefangenschaft der Genueser geriet. Als der Venezianer Marco Polo nach der Schlacht bei Curzola (8. September 1298) zwischen den Flotten Venedigs und Genuas zu seinem Mitgefangenen wurde, schrieb Rustichello zwischen September 1298 und Juli 1299 die Reiseberichte des Marco Polo in dem als Gefängnis genutzten Palazzo San Giorgio nieder.
Es ist ungeklärt, welchen Anteil Rustichello an der gemeinsamen Arbeit trug. Ob Rustichello lediglich ein mündliches Diktat erhielt, den Reisebericht aus losen Erzählungen selbstständig verfasste oder zumindest teilweise auf schriftliche Aufzeichnungen Polos zurückgreifen konnte, ist umstritten. Von Marco Polo sind keine eigenhändigen Reiseaufzeichnungen erhalten, obwohl berichtet wird, dass er aus der Haft heraus seinen Vater Niccolò Polo bat, ihm Aufzeichnungen und Papiere nach Genua zu schicken. Es wird angezweifelt, dass Marco Polo die altfranzösische Sprache, in der das Buch verfasst wurde, überhaupt verstand.
Sicher ist, dass Rustichello, als erfahrener Schriftsteller, zumindest an der stilistischen Gestaltung der Reiseberichte des Kaufmanns Marco Polo einen entscheidenden Anteil hatte. Auf Rustichellos Urschrift basieren etwa 150 weitere Manuskripte.

## Werke
- Roman de Roi Artus,[8] höfischer Roman.
- Tristan en prose,[3] höfischer Roman.
- Meliadus,[3] höfischer Roman.
- Il Milione (Die Wunder der Welt), der Reisebericht des Marco Polo.